# Бохари, Лал Шах
Лал Шах С. Бохари (англ. Lal Shah S. Bokhari; 13 января 1906, Лайяллпур, Британская Индия — 22 июля 1959, Коломбо) — индийский хоккеист на траве, полузащитник; дипломат. Двукратный олимпийский чемпион 1928 и 1932 годов.

## Биография
Лал Шах Бохари родился 22 июля 1909 года в городе Лайяллпур в Британской Индии (сейчас Фейсалабад в Пакистане).
Работал в провинциальной службе Пенджаба. Играл в хоккей на траве за Пенджаб.
В 1928 году вошёл в состав сборной Индии по хоккею на траве на летних Олимпийских играх в Амстердаме и завоевал золотую медаль. В матчах не участвовал.
В 1932 году вошёл в состав сборной Индии по хоккею на траве на летних Олимпийских играх в Лос-Анджелесе и завоевал золотую медаль. Играл на позиции полузащитника, провёл 2 матча, мячей не забивал. Был капитаном команды и знаменосцем сборной Индии на церемонии открытия Олимпиады.
После разделения Индии и Пакистана руководил хоккейной ассоциацией Дели, а также паломнической организацией «Хадж Пилигрим».
После обретения Пакистаном независимости перебрался туда, работал дипломатом, был последним послом Пакистана в Ираке, верховным комиссаром Пакистана на Цейлоне.
Умер 22 июля 1959 года в день своего 50-летия в цейлонском городе Коломбо.